# Drozdov (district de Šumperk)
Pour les articles homonymes, voir Drozdov.
Drozdov (en allemand : Drossenau) est une commune du district de Šumperk, dans la région d'Olomouc, en République tchèque. Sa population s'élevait à 357 habitants en 2023.

## Géographie
Drozdov se trouve à 7 km à l'ouest-nord-ouest de Zábřeh, à 16 km au sud-ouest de Šumperk, à 49 km au nord-ouest d'Olomouc et à 170 km à l'est-sud-est de Prague.

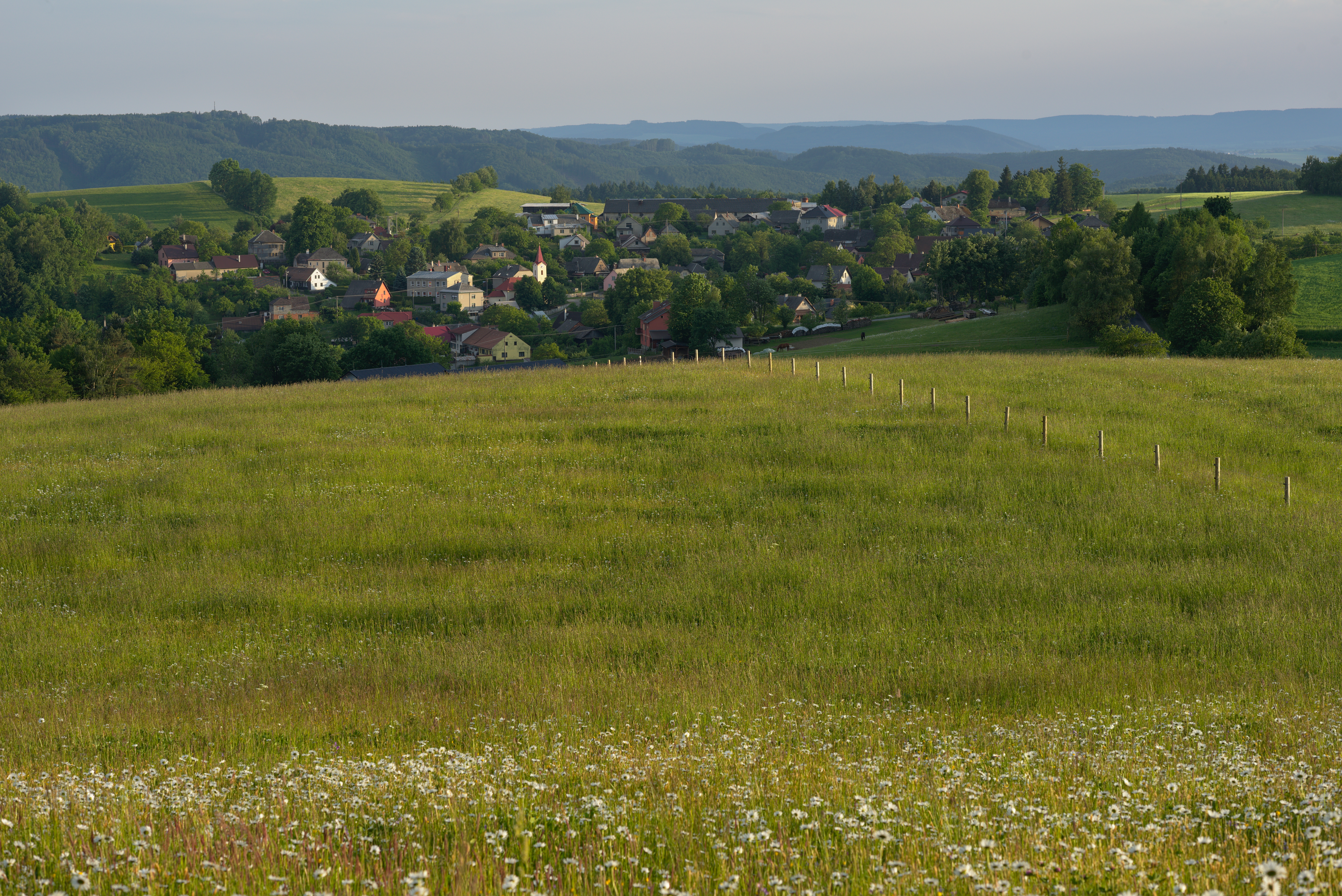
Panorama de Drozdov.

La commune est limitée par Štíty et Jedlí au nord, par Zábřeh et Kosov à l'est, par Hoštejn au sud, et par Tatenice et Cotkytle à l'ouest.

## Histoire
La première mention écrite de la localité date de 1417.

## Transports
Par la route, Drozdov se trouve à 8,5 km de Zábřeh, à 23 km de Šumperk, à 55 km d'Olomouc et à 219 km de Prague.